# Список астероїдів (159701—159800)
| Назва               | Тимчасове позначення | Дата відкриття    | Місце відкриття             | Відкривач                         |
| ------------------- | -------------------- | ----------------- | --------------------------- | --------------------------------- |
| (159701) 2002 QD23  | 2002 QD23            | 27 серпня 2002    | Паломарська обсерваторія    | NEAT                              |
| (159702) 2002 RY70  | 2002 RY70            | 4 вересня 2002    | Паломарська обсерваторія    | NEAT                              |
| (159703) 2002 RV109 | 2002 RV109           | 6 вересня 2002    | Сокорро (Нью-Мексико)       | LINEAR                            |
| (159704) 2002 RA187 | 2002 RA187           | 12 вересня 2002   | Паломарська обсерваторія    | NEAT                              |
| (159705) 2002 RU244 | 2002 RU244           | 15 вересня 2002   | Паломарська обсерваторія    | NEAT                              |
| (159706) 2002 SK50  | 2002 SK50            | 30 вересня 2002   | Обсерваторія Галеакала      | NEAT                              |
| (159707) 2002 TK138 | 2002 TK138           | 4 жовтня 2002     | Станція Андерсон-Меса       | LONEOS                            |
| (159708) 2002 TK179 | 2002 TK179           | 13 жовтня 2002    | Паломарська обсерваторія    | NEAT                              |
| (159709) 2002 TZ191 | 2002 TZ191           | 5 жовтня 2002     | Станція Андерсон-Меса       | LONEOS                            |
| (159710) 2002 TQ285 | 2002 TQ285           | 10 жовтня 2002    | Сокорро (Нью-Мексико)       | LINEAR                            |
| (159711) 2002 TV300 | 2002 TV300           | 15 жовтня 2002    | Сокорро (Нью-Мексико)       | LINEAR                            |
| (159712) 2002 VN27  | 2002 VN27            | 5 листопада 2002  | Паломарська обсерваторія    | NEAT                              |
| (159713) 2002 VF54  | 2002 VF54            | 6 листопада 2002  | Сокорро (Нью-Мексико)       | LINEAR                            |
| (159714) 2002 VS69  | 2002 VS69            | 7 листопада 2002  | Сокорро (Нью-Мексико)       | LINEAR                            |
| (159715) 2002 VD110 | 2002 VD110           | 12 листопада 2002 | Сокорро (Нью-Мексико)       | LINEAR                            |
| (159716) 2002 YP31  | 2002 YP31            | 31 грудня 2002    | Сокорро (Нью-Мексико)       | LINEAR                            |
| (159717) 2003 AO8   | 2003 AO8             | 5 січня 2003      | Обсерваторія Тенаґра        | Пауло Ольворсем, Міхаель Шварц    |
| (159718) 2003 AD51  | 2003 AD51            | 5 січня 2003      | Сокорро (Нью-Мексико)       | LINEAR                            |
| (159719) 2003 AW65  | 2003 AW65            | 7 січня 2003      | Сокорро (Нью-Мексико)       | LINEAR                            |
| (159720) 2003 AJ90  | 2003 AJ90            | 5 січня 2003      | Сокорро (Нью-Мексико)       | LINEAR                            |
| (159721) 2003 BL19  | 2003 BL19            | 26 січня 2003     | Станція Андерсон-Меса       | LONEOS                            |
| (159722) 2003 BQ27  | 2003 BQ27            | 26 січня 2003     | Станція Андерсон-Меса       | LONEOS                            |
| (159723) 2003 BV43  | 2003 BV43            | 27 січня 2003     | Сокорро (Нью-Мексико)       | LINEAR                            |
| (159724) 2003 BQ60  | 2003 BQ60            | 27 січня 2003     | Паломарська обсерваторія    | NEAT                              |
| (159725) 2003 BV61  | 2003 BV61            | 28 січня 2003     | Сокорро (Нью-Мексико)       | LINEAR                            |
| (159726) 2003 BX83  | 2003 BX83            | 31 січня 2003     | Сокорро (Нью-Мексико)       | LINEAR                            |
| (159727) 2003 BY84  | 2003 BY84            | 31 січня 2003     | Сокорро (Нью-Мексико)       | LINEAR                            |
| (159728) 2003 BU86  | 2003 BU86            | 26 січня 2003     | Станція Андерсон-Меса       | LONEOS                            |
| (159729) 2003 DW5   | 2003 DW5             | 21 лютого 2003    | Паломарська обсерваторія    | NEAT                              |
| (159730) 2003 DL14  | 2003 DL14            | 24 лютого 2003    | Обсерваторія Галеакала      | NEAT                              |
| (159731) 2003 DP16  | 2003 DP16            | 21 лютого 2003    | Паломарська обсерваторія    | NEAT                              |
| (159732) 2003 DP22  | 2003 DP22            | 24 лютого 2003    | Обсерваторія Берґіш-Ґладбах | Вольф Бікель                      |
| (159733) 2003 EK6   | 2003 EK6             | 6 березня 2003    | Станція Андерсон-Меса       | LONEOS                            |
| (159734) 2003 EU10  | 2003 EU10            | 6 березня 2003    | Сокорро (Нью-Мексико)       | LINEAR                            |
| (159735) 2003 EO11  | 2003 EO11            | 6 березня 2003    | Станція Андерсон-Меса       | LONEOS                            |
| (159736) 2003 ER17  | 2003 ER17            | 5 березня 2003    | Сокорро (Нью-Мексико)       | LINEAR                            |
| (159737) 2003 EH24  | 2003 EH24            | 6 березня 2003    | Сокорро (Нью-Мексико)       | LINEAR                            |
| (159738) 2003 EC38  | 2003 EC38            | 8 березня 2003    | Станція Андерсон-Меса       | LONEOS                            |
| (159739) 2003 EF44  | 2003 EF44            | 7 березня 2003    | Сокорро (Нью-Мексико)       | LINEAR                            |
| (159740) 2003 EG48  | 2003 EG48            | 9 березня 2003    | Станція Андерсон-Меса       | LONEOS                            |
| (159741) 2003 EO49  | 2003 EO49            | 10 березня 2003   | Станція Андерсон-Меса       | LONEOS                            |
| (159742) 2003 EQ50  | 2003 EQ50            | 10 березня 2003   | Станція Андерсон-Меса       | LONEOS                            |
| 159743 Клюк (Kluk)  | 2003 FW1             | 23 березня 2003   | Обсерваторія Клеть          | KLENOT                            |
| (159744) 2003 FS15  | 2003 FS15            | 23 березня 2003   | Обсерваторія Кітт-Пік       | Spacewatch                        |
| (159745) 2003 FX18  | 2003 FX18            | 24 березня 2003   | Обсерваторія Кітт-Пік       | Spacewatch                        |
| (159746) 2003 FD31  | 2003 FD31            | 23 березня 2003   | Паломарська обсерваторія    | NEAT                              |
| (159747) 2003 FW42  | 2003 FW42            | 23 березня 2003   | Каталінський огляд          | Каталінський огляд                |
| (159748) 2003 FN52  | 2003 FN52            | 25 березня 2003   | Паломарська обсерваторія    | NEAT                              |
| (159749) 2003 FV53  | 2003 FV53            | 25 березня 2003   | Обсерваторія Галеакала      | NEAT                              |
| (159750) 2003 FV57  | 2003 FV57            | 26 березня 2003   | Обсерваторія Кітт-Пік       | Spacewatch                        |
| (159751) 2003 FH62  | 2003 FH62            | 26 березня 2003   | Паломарська обсерваторія    | NEAT                              |
| (159752) 2003 FS68  | 2003 FS68            | 26 березня 2003   | Паломарська обсерваторія    | NEAT                              |
| (159753) 2003 FC70  | 2003 FC70            | 26 березня 2003   | Обсерваторія Кітт-Пік       | Spacewatch                        |
| (159754) 2003 FB92  | 2003 FB92            | 29 березня 2003   | Станція Андерсон-Меса       | LONEOS                            |
| (159755) 2003 FJ100 | 2003 FJ100           | 31 березня 2003   | Станція Андерсон-Меса       | LONEOS                            |
| (159756) 2003 FS107 | 2003 FS107           | 30 березня 2003   | Сокорро (Нью-Мексико)       | LINEAR                            |
| (159757) 2003 FU116 | 2003 FU116           | 23 березня 2003   | Обсерваторія Кітт-Пік       | Spacewatch                        |
| (159758) 2003 FZ122 | 2003 FZ122           | 31 березня 2003   | Обсерваторія Серро Тололо   | Глибинний лінзовий огляд          |
| (159759) 2003 GK    | 2003 GK              | 1 квітня 2003     | Сокорро (Нью-Мексико)       | LINEAR                            |
| (159760) 2003 GA1   | 2003 GA1             | 1 квітня 2003     | Сокорро (Нью-Мексико)       | LINEAR                            |
| (159761) 2003 GF27  | 2003 GF27            | 6 квітня 2003     | Обсерваторія Кітт-Пік       | Spacewatch                        |
| (159762) 2003 GD38  | 2003 GD38            | 8 квітня 2003     | Сокорро (Нью-Мексико)       | LINEAR                            |
| (159763) 2003 GW46  | 2003 GW46            | 8 квітня 2003     | Паломарська обсерваторія    | NEAT                              |
| (159764) 2003 GW52  | 2003 GW52            | 1 квітня 2003     | Каталінський огляд          | Каталінський огляд                |
| (159765) 2003 HO2   | 2003 HO2             | 25 квітня 2003    | Сокорро (Нью-Мексико)       | LINEAR                            |
| (159766) 2003 HN8   | 2003 HN8             | 25 квітня 2003    | Станція Андерсон-Меса       | LONEOS                            |
| (159767) 2003 HU8   | 2003 HU8             | 24 квітня 2003    | Станція Андерсон-Меса       | LONEOS                            |
| (159768) 2003 HU10  | 2003 HU10            | 24 квітня 2003    | Обсерваторія Кітт-Пік       | Spacewatch                        |
| (159769) 2003 HB40  | 2003 HB40            | 29 квітня 2003    | Сокорро (Нью-Мексико)       | LINEAR                            |
| (159770) 2003 HJ47  | 2003 HJ47            | 28 квітня 2003    | Сокорро (Нью-Мексико)       | LINEAR                            |
| (159771) 2003 HL47  | 2003 HL47            | 28 квітня 2003    | Обсерваторія Галеакала      | NEAT                              |
| (159772) 2003 HT52  | 2003 HT52            | 29 квітня 2003    | Станція Андерсон-Меса       | LONEOS                            |
| (159773) 2003 JD7   | 2003 JD7             | 1 травня 2003     | Сокорро (Нью-Мексико)       | LINEAR                            |
| (159774) 2003 JM10  | 2003 JM10            | 2 травня 2003     | Обсерваторія Кітт-Пік       | Spacewatch                        |
| (159775) 2003 JA15  | 2003 JA15            | 5 травня 2003     | Обсерваторія Кітт-Пік       | Spacewatch                        |
| 159776 Eduardorohl  | 2003 JR17            | 2 травня 2003     | Меріда (Венесуела)          | Іґнасіо Рамон Феррін, Карлос Леал |
| (159777) 2003 KX    | 2003 KX              | 21 травня 2003    | Обсерваторія Ріді-Крик      | Джон Бротон                       |
| 159778 Bobshelton   | 2003 MZ1             | 24 червня 2003    | Обсерваторія Джанк-Бонд     | Девід Гілі                        |
| (159779) 2003 MM3   | 2003 MM3             | 25 червня 2003    | Сокорро (Нью-Мексико)       | LINEAR                            |
| (159780) 2003 MV6   | 2003 MV6             | 26 червня 2003    | Обсерваторія Галеакала      | NEAT                              |
| (159781) 2003 MZ7   | 2003 MZ7             | 28 червня 2003    | Сокорро (Нью-Мексико)       | LINEAR                            |
| (159782) 2003 MN9   | 2003 MN9             | 29 червня 2003    | Сокорро (Нью-Мексико)       | LINEAR                            |
| (159783) 2003 MY9   | 2003 MY9             | 29 червня 2003    | Обсерваторія Ріді-Крик      | Джон Бротон                       |
| (159784) 2003 MD11  | 2003 MD11            | 26 червня 2003    | Сокорро (Нью-Мексико)       | LINEAR                            |
| (159785) 2003 ND6   | 2003 ND6             | 4 липня 2003      | Обсерваторія Кітт-Пік       | Spacewatch                        |
| (159786) 2003 NL8   | 2003 NL8             | 14 липня 2003     | Обсерваторія Ґрейт-Шеффорд  | П. Бертвісл                       |
| (159787) 2003 OH19  | 2003 OH19            | 30 липня 2003     | Паломарська обсерваторія    | NEAT                              |
| (159788) 2003 OF23  | 2003 OF23            | 30 липня 2003     | Станція Кампо Імператоре    | CINEOS                            |
| (159789) 2003 PG1   | 2003 PG1             | 1 серпня 2003     | Обсерваторія Галеакала      | NEAT                              |
| (159790) 2003 PU11  | 2003 PU11            | 1 серпня 2003     | Сокорро (Нью-Мексико)       | LINEAR                            |
| (159791) 2003 QQ25  | 2003 QQ25            | 22 серпня 2003    | Паломарська обсерваторія    | NEAT                              |
| (159792) 2003 QG63  | 2003 QG63            | 23 серпня 2003    | Сокорро (Нью-Мексико)       | LINEAR                            |
| (159793) 2003 QJ64  | 2003 QJ64            | 23 серпня 2003    | Сокорро (Нью-Мексико)       | LINEAR                            |
| (159794) 2003 QQ96  | 2003 QQ96            | 29 серпня 2003    | Обсерваторія Галеакала      | NEAT                              |
| (159795) 2003 QN105 | 2003 QN105           | 31 серпня 2003    | Обсерваторія Галеакала      | NEAT                              |
| (159796) 2003 QT109 | 2003 QT109           | 26 серпня 2003    | Обсерваторія Галеакала      | NEAT                              |
| (159797) 2003 QP114 | 2003 QP114           | 23 серпня 2003    | Паломарська обсерваторія    | NEAT                              |
| (159798) 2003 RW3   | 2003 RW3             | 1 вересня 2003    | Сокорро (Нью-Мексико)       | LINEAR                            |
| 159799 Kralice      | 2003 RF14            | 15 вересня 2003   | Обсерваторія Клеть          | KLENOT                            |
| (159800) 2003 RQ15  | 2003 RQ15            | 15 вересня 2003   | Обсерваторія Галеакала      | NEAT                              |